# Temporada 1965-66 de los Cincinnati Royals
La temporada 1965-66 fue la decimoctava de los Royals en la NBA. La temporada regular acabó con 45 victorias y 35 derrotas, ocupando el tercer puesto de la División Este, clasificándose para los playoffs, en los que cayeron en las semifinales de división ante Boston Celtics.

## Elecciones en elDraft
| Ronda | Puesto | Jugador        | Posición | Nacionalidad   | Universidad    |
| ----- | ------ | -------------- | -------- | -------------- | -------------- |
| 1     | 7      | Nate Bowman    | Pívot    | Estados Unidos | Wichita State  |
| 2     | 15     | Flynn Robinson | Base     | Estados Unidos | Wyoming        |
| 3     | 24     | Jon McGlocklin | Escolta  | Estados Unidos | Indiana        |
| 4     | 33     | Bob Love       | Alero    | Estados Unidos | Southern       |
| 8     | 67     | Jim Fox        | Pívot    | Estados Unidos | South Carolina |

## Temporada regular
| División Este        | División Este | División Este | División Este | División Este | División Este | División Este | División Este | División Este |
| Equipo               | G             | P             | %             | PD            | Casa          | Fuera         | Neutral       | Div           |
| -------------------- | ------------- | ------------- | ------------- | ------------- | ------------- | ------------- | ------------- | ------------- |
| x-Philadelphia 76ers | 55            | 25            | .688          | –             | 22–3          | 20–17         | 13–5          | 20–10         |
| x-Boston Celtics     | 54            | 26            | .675          | 1             | 26–5          | 19–18         | 9–3           | 19–11         |
| x-Cincinnati Royals  | 45            | 35            | .563          | 10            | 25–6          | 11–23         | 9–6           | 16–14         |
| New York Knicks      | 30            | 50            | .375          | 25            | 20–14         | 4–30          | 6–6           | 5–25          |

## Playoffs

### Semifinales de División
Cincinnati Royals vs. Boston Celtics 
| Fecha       | Partido                                    | Ciudad     |
| ----------- | ------------------------------------------ | ---------- |
| 23 de marzo | Boston Celtics 103, Cincinnati Royals 107  | Boston     |
| 26 de marzo | Cincinnati Royals 125, Boston Celtics 132  | Cincinnati |
| 27 de marzo | Boston Celtics 107, Cincinnati Royals 113  | Boston     |
| 30 de marzo | Cincinnati Royals] 103, Boston Celtics 120 | Cincinnati |
| 1 de abril  | Boston Celtics 112, Cincinnati Royals 113  | Boston     |
|             | Boston Celtics gana las series 3-2         |            |

## Estadísticas
| Rk | Jugador         | Edad | P  | PT | MP   | TC   | TCI  | %TC  | TL  | TLI  | %TL  | RB   | AS   | FP  | PTS  |
| 1  | Oscar Robertson | 27   | 76 |    | 46.0 | 10.8 | 22.7 | .475 | 9.8 | 11.6 | .842 | 7.7  | 11.1 | 3.0 | 31.3 |
| 2  | Jerry Lucas     | 25   | 79 |    | 44.5 | 8.7  | 19.3 | .453 | 4.0 | 5.1  | .787 | 21.1 | 2.7  | 3.5 | 21.5 |
| 3  | Adrian Smith    | 29   | 80 |    | 37.3 | 6.6  | 16.4 | .405 | 5.1 | 6.0  | .850 | 3.6  | 3.2  | 3.5 | 18.4 |
| 4  | Tom Hawkins     | 29   | 79 |    | 26.9 | 3.5  | 7.6  | .452 | 1.5 | 2.6  | .555 | 7.3  | 1.3  | 3.5 | 8.4  |
| 5  | Happy Hairston  | 23   | 72 |    | 24.9 | 5.5  | 11.3 | .489 | 3.1 | 4.5  | .685 | 7.6  | 0.6  | 3.0 | 14.1 |
| 6  | Wayne Embry     | 28   | 80 |    | 23.5 | 2.9  | 7.1  | .411 | 1.8 | 2.9  | .603 | 6.6  | 1.0  | 3.6 | 7.6  |
| 7  | Connie Dierking | 29   | 57 |    | 13.7 | 2.4  | 5.6  | .416 | 0.9 | 1.4  | .610 | 4.3  | 0.8  | 2.0 | 5.6  |
| 8  | Jack Twyman     | 31   | 73 |    | 12.9 | 3.1  | 6.8  | .450 | 1.3 | 1.6  | .812 | 2.3  | 0.8  | 1.7 | 7.4  |
| 9  | Jon McGlocklin  | 22   | 72 |    | 11.8 | 2.1  | 5.0  | .421 | 0.9 | 1.1  | .785 | 1.8  | 1.2  | 1.1 | 5.1  |
| 10 | Tom Thacker     | 26   | 50 |    | 9.6  | 1.7  | 4.1  | .406 | 0.3 | 0.8  | .395 | 2.4  | 1.2  | 1.7 | 3.7  |
| 11 | Art Heyman      | 24   | 11 |    | 9.1  | 1.4  | 3.9  | .349 | 0.9 | 1.5  | .588 | 1.2  | 0.6  | 1.7 | 3.6  |
| 12 | Bud Olsen       | 25   | 4  |    | 9.0  | 0.8  | 2.0  | .375 | 0.3 | 0.8  | .333 | 3.3  | 0.5  | 1.0 | 1.8  |
| 13 | George Wilson   | 23   | 47 |    | 5.9  | 1.1  | 2.9  | .391 | 0.6 | 0.9  | .643 | 2.1  | 0.4  | 1.2 | 2.9  |
| 14 | Jay Arnette     | 27   | 3  |    | 4.7  | 0.3  | 2.0  | .167 | 0.0 | 0.0  |      | 0.0  | 0.0  | 1.0 | 0.7  |

## Galardones y récords
| Jugador         | Galardón                                 |
| Jerry Lucas     | Mejor quinteto de la NBA All-Star        |
| Oscar Robertson | Mejor quinteto de la NBA All-Star        |
| Adrian Smith    | MVP del All Star Game de la NBA All-Star |